# Société générale
Pour les articles homonymes, voir SG.
La Société générale est une des principales banques françaises et une des plus anciennes, créée en 1864.
Elle est la troisième banque française en matière d'actifs totaux après BNP Paribas et le Crédit agricole. Elle est aussi la sixième plus grande banque d'Europe et la dix-neuvième du monde en 2024.

## Histoire

### Origines: 1864 - 1893
En s’inspirant du modèle du Crédit mobilier des frères Pereire et avec le soutien de James de Rothschild, de la banque Rothschild,, Paulin Talabot,  fondateur et dirigeant de la Compagnie des chemins de fer de Paris à Lyon et à la Méditerranée (PLM) et Eugène Schneider, maître de forges et gérant de Schneider et Cie, fondent le 4 mai 1864 la Société générale pour favoriser le développement du commerce et de l'industrie en France. Cette nouvelle banque, en élargissant son actionnariat, permet de financer les infrastructures des secteurs en plein essor notamment les chemins de fer et la sidérurgie.
Le premier président est Eugène Schneider, suivi par Guillaume Denière, puis par l’Écossais Edouard Blount de 1886 à 1901. La banque développe alors son réseau de manière importante en France, pour posséder un total de 32 guichets en province en 1870 et 15 guichets à Paris. En 1871, la Société générale ouvre un bureau à Londres.
La banque commence à se constituer une clientèle de PME et de particuliers grâce à son réseau. Le siège parisien suit quant à lui les grandes entreprises. Cette même année 1871, au mois de juin, la banque accède au marché des émissions publiques françaises. La France connaît cependant une période de marasme économique entre 1871 et 1893, entraînant la faillite de plusieurs établissements bancaires. La Société générale continue malgré tout son développement et possède 148 guichets en 1889[réf. nécessaire].
Elle fait partie des trois banques principales de l'industrie bancaire française non mutualiste (aussi appelés « les Trois Vieilles ») avec le Crédit lyonnais et BNP Paribas'.

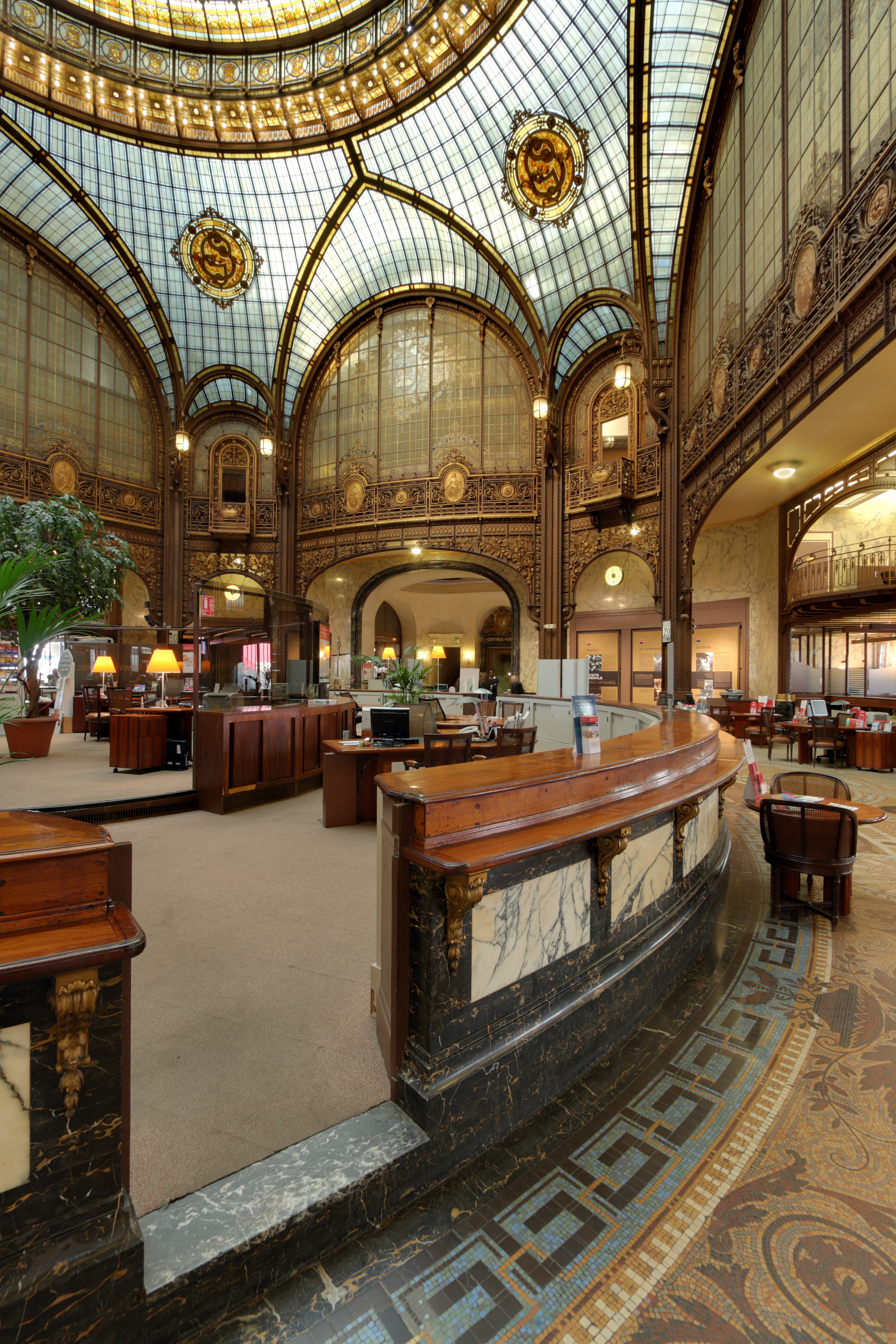
Verrière en charpente métallique du siège parisien de la Société générale, œuvre de Jacques Hermant.

### Belle Époque et crise économique: 1894 - 1938
À partir de 1894, la banque se structure comme un grand établissement de crédit moderne. Le groupe ne se contente plus de la collecte des dépôts des entreprises et de particuliers, mais s’oriente de manière importante vers les crédits d'exploitation à court terme destinés aux industriels et négociants, ainsi que vers le placement des titres dans le grand public, les emprunts privés français et enfin les emprunts russes.
À la Belle Époque, c'est la 4e capitalisation de la Bourse de Paris, qui compte 4 banques parmi les 6 premières, grâce à une expansion de l’actionnariat, qui passe de 14 000 en 1895 à 122 000 en 1913, et aux bonnes performances de la banque.
Le 21 décembre 1911, le groupe anarchiste illégaliste de la bande à Bonnot attaque un coursier de la Société Générale, Ernest Caby, chargé de transporter les fonds quotidiens à l'agence de la rue Ordener à Paris,,. En quête d'argent, Raymond Callemin et Octave Garnier l'abattent, récupèrent l'argent qu'il est alors en train de transporter - puis s'enfuient avec Jules Bonnot dans une voiture de luxe volée. Cette attaque, l'attaque de la rue Ordener, est le premier braquage de la bande et le premier braquage motorisé de l'histoire,.
En 1912, la banque installe son siège dans de tout nouveaux locaux au 29, boulevard Haussmann.
Après des années difficiles lors de la Première Guerre mondiale, la Société générale devient la première banque française dans les années 1920. Elle accroît son réseau, notamment en province, qui passe de 260 guichets périodiques en 1910, puis 864 en 1930 et enfin 1 457 en 1933 (y compris ceux de la Sogenal).

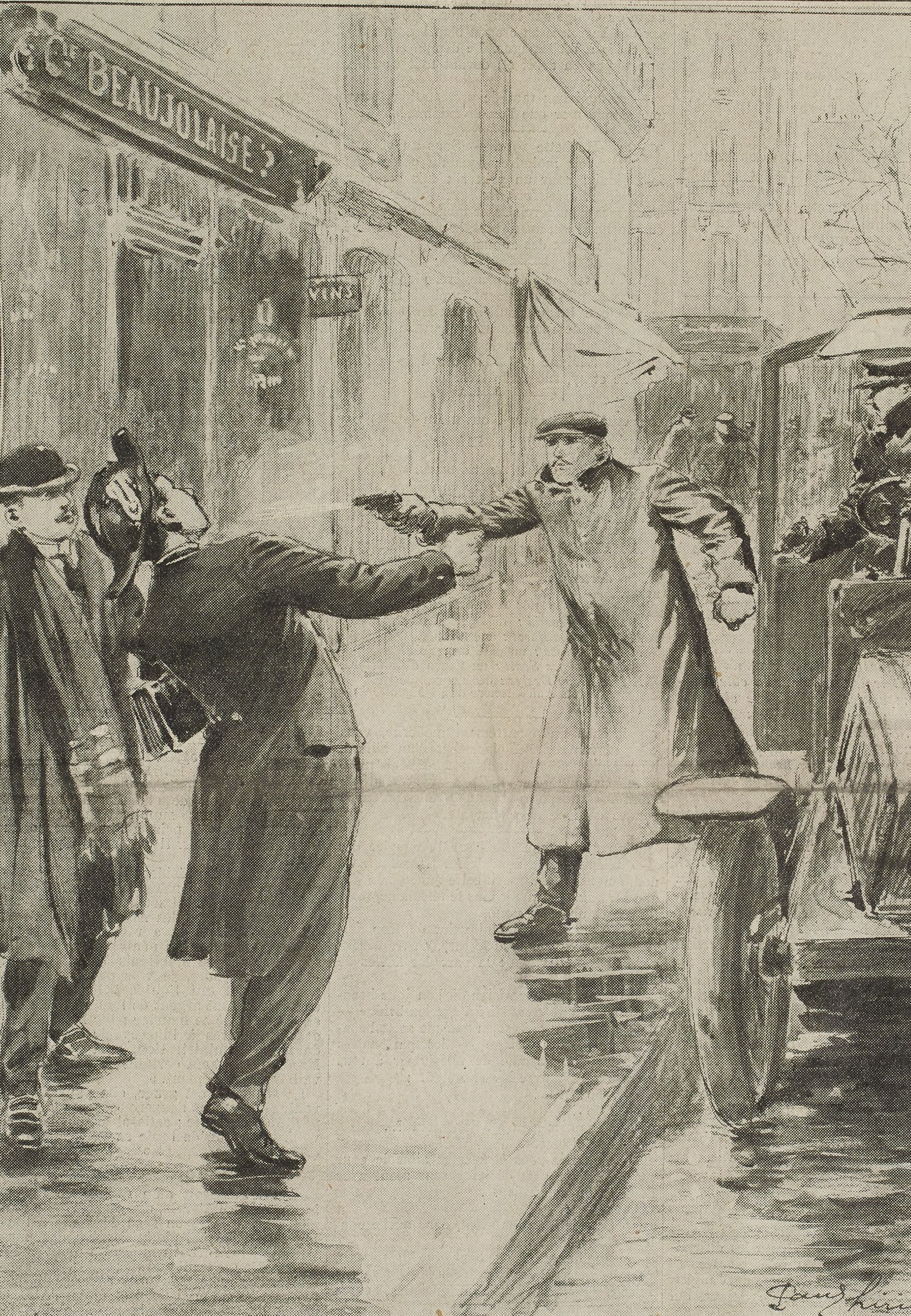
Représentation de l'attentat de la Rue Ordener dans L'Excelsior du 22 décembre 1911, le premier braquage motorisé de l'histoire, par le groupe anarchiste illégaliste de la Bande à Bonnot

L’embellie de la fin des années 1920 sera de courte durée. Les années 1930 sont marquées par un repli des affaires, que ce soit en France ou à l’étranger. À la veille de la Seconde Guerre mondiale, le réseau a diminué au niveau de 1922.
En 1936, c'est la septième capitalisation boursière française, après la montée en puissance des sociétés industrielles françaises à la bourse, alors que la banque était encore troisième en 1913.
| Société                   | Lyonnaise des eaux | CPEDE | Banque de France | Crédit lyonnais | EELM | Air liquide | Société générale | Rhône- Poulenc | Saint- Gobain | Alais Froges | Kuhlmann | Union d'électricité | Électricité de Marseille |
| Capitalisation (mds de F) | 1,6                | 1,4   | 1,3              | 1               | 1    | 1           | 1                | 0,9            | 0,82          | 0,8          | 0,8      | 0,79                | 0,76                     |

### Pendant la Seconde guerre mondiale: 1939-1945
Le patron de la Société générale Henri Ardant est arrêté en 1944 pour collaboration et traduit devant la Cour de justice. Son dossier était chargé, puisqu'il fut le principal animateur d'une profession très active sous l'Occupation. Il dut sans doute son non-lieu (après un an de prison) à ses excellentes relations avec les syndicats et à son action courageuse et efficace pour épargner au personnel des banques le Service du travail obligatoire en Allemagne.

### De la nationalisation à la privatisation: 1945-1990

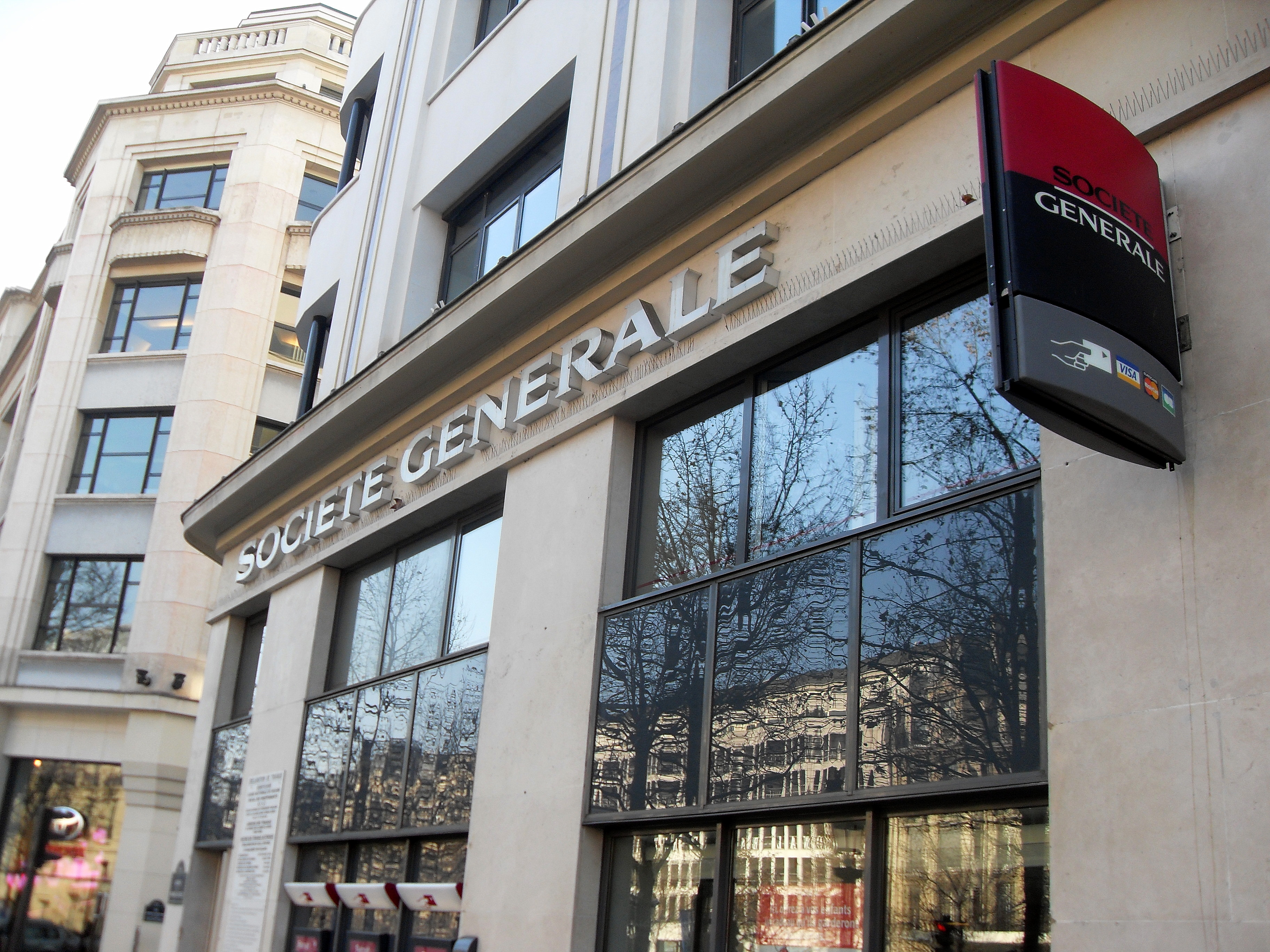
Agence Société générale à Paris.

Par la loi du 2 décembre 1945, le ministre des Finances René Pleven réorganise les règles bancaires et nationalise les quatre principaux établissements de crédit, le CNEP, la BNCI, le Crédit lyonnais et la Société générale. La banque profite de la forte croissance de l’après-guerre pour se développer en France. Dans le même temps le groupe continue son expansion internationale, en Afrique, en Italie ou encore au Mexique. À partir de 1966, les groupes bancaires n’ont plus besoin d’autorisation préalable pour ouvrir des agences, ce qui favorise le développement du groupe en France.
Un changement de réglementation en 1966-1967 permet à Société générale de se diversifier grâce à l’atténuation de la distinction entre banque de détail et banque d’affaires, et par la création d’un marché hypothécaire. Le groupe va tirer profit de cette nouvelle réglementation, en créant de nouvelles filiales spécialisées, notamment dans le crédit-bail avec ses filiales Sogelease, Sogebail, Sofinabail[source secondaire souhaitée].
Au cours des années 1970 et 1980, la banque adopte les nouvelles techniques et évolutions du secteur comme l’informatique, les distributeurs automatiques ou les cartes bleues, notamment avec sa filiale spécialisée SG2. Dans le même temps, le groupe continue son développement international et rachète des filiales spécialisées pour compléter son offre[source secondaire souhaitée].
Le 29 juillet 1987, Société générale fait partie des trois grandes banques privatisées grâce à ses bonnes performances.
En 1988, une tentative infructueuse d'OPA de BNP sur la banque, lancé par Georges Pébereau et la connivence du gouvernement socialiste de l'époque conduit à l'affaire de la Société générale.

### Années 1990 et 2000

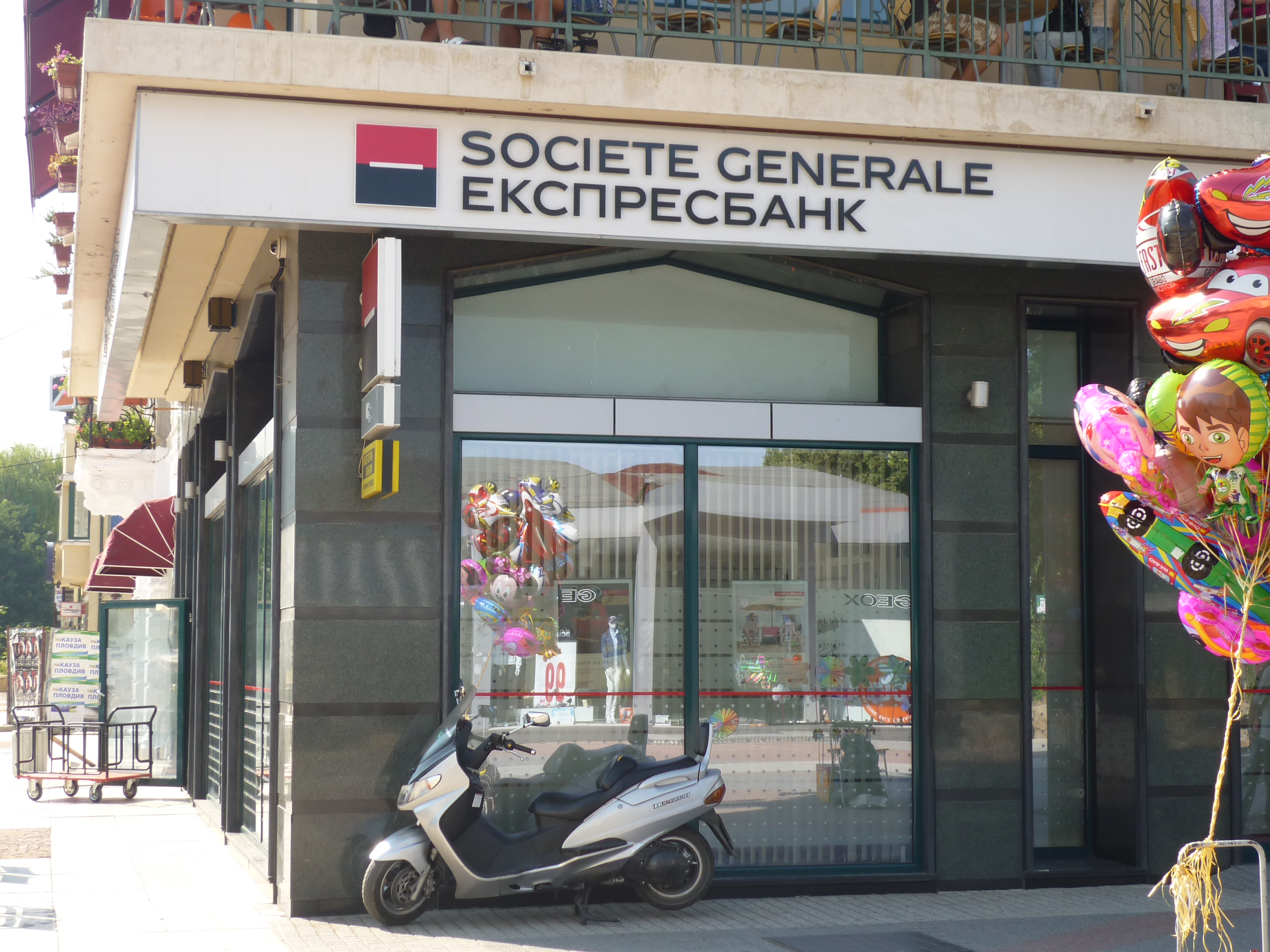
Agence de la filiale bulgare Expres Bank, à Plovdiv.

Le groupe va se développer autour de trois grands pôles : banque de détail, gestions d’actifs (SGAM - Société générale Asset Management) et banque de financement et d’investissement (SGCIB - Societe Generale Corporate & Investment Banking). Ce développement va se traduire par de la croissance externe et interne.
En 1995, la banque prend possession des tours jumelles Chassagne et Alicante à La Défense, et en fait son nouveau siège social. En 1997, la branche banque de détail est renforcée par l’acquisition du Crédit du Nord. Elle intègre également l'activité du réseau la Sogénal. En 1998, la Société générale crée la « direction de la banque de détail hors France métropolitaine », qui est l’un des axes stratégiques majeurs de développement du groupe.
En 1999, une bataille a lieu pour la prise de contrôle de Paribas, qui finalement sera acquise par BNP. La même année, des acquisitions sont réalisées à l’étranger, en Roumanie (Banque Roumaine pour le Développement), en Bulgarie (Expresbank) et à Madagascar.
En 2001, la stratégie de développement international continue surtout en Europe centrale avec l'achat de la Komerční banka en République tchèque et de la SKB Banka en Slovénie.
Fin 2007, Société générale signe un protocole d'accord avec La Banque postale en vue de mutualiser leur monétique dans une filiale commune, Transactis.

### 2008-2009, années de crises

#### Janvier 2008: l’affaire Kerviel
Déjà affaiblie par la crise des subprimes, Société Générale annonce le 24 janvier 2008 avoir été victime d'une fraude sur le marché des contrats à terme initiée par l’un de ses opérateurs de marché, Jérôme Kerviel. Le montant des positions secrètes prises par M. Kerviel serait de 50 milliards d’euros. Le débouclement des positions engendre 4,9 milliards d'euros de perte, soit presque l'équivalent du bénéfice net dégagé en 2006 (5,2 milliards d'euros). Si l’on impute à Jérôme Kerviel la responsabilité de la perte de 4,9 milliards enregistrée à l'issue de la liquidation de ses positions, celle-ci serait la fraude la plus élevée de tous les temps qui ait été causée par un « rogue trader », employé d'un établissement financier.
À la suite de cette crise, la banque annonce le 17 avril 2008 le départ de Daniel Bouton du poste de président-directeur général et sa nomination au poste de président du conseil d'administration, Frédéric Oudéa devenant directeur général. Jean-Pierre Mustier, alors responsable de la banque de financement et d'investissement (BFI) de la Société générale, quitte également ses fonctions, remplacé par un ancien dirigeant de Bear Stearns, Michel Peretié.
Le 6 février 2008, à la suite de cette perte de 4,9 milliards d'euros, la banque annonce qu'elle va recevoir de la part de l'administration fiscale française un milliard d'euros, au titre d'un trop-perçu d'impôt sur les sociétés.

#### AIG
Fin 2008, l'assureur American International Group (AIG) réussit à rendre 12 milliards de dollars qu'il devait à la Société générale, qui lui avait acheté des produits dérivés. Le groupe AIG a pu payer grâce à un renflouement de la Réserve fédérale américaine, à la suite duquel l'État américain est devenu propriétaire à 80 % du groupe.

#### Prêt de l’État français
Le 12 décembre 2008, la Société générale bénéficie d’un prêt de l'État d’un montant de 1,7 milliard d'euros. Elle bénéficie d’un second emprunt d’un montant similaire le 28 mai 2009. Au total, l’État a prêté une vingtaine de milliards d'euros à six grands réseaux bancaires français pour les aider à reconstituer leurs fonds propres après la crise financière. Le 4 novembre 2009, Société Générale rembourse l’intégralité du montant de cet emprunt, soit 3,4 milliards d'euros, plus les intérêts,.

#### Pertes de SGAM-AI
Lundi 27 avril 2009, le quotidien Libération publie un dossier sur des pertes de 5 milliards d’euros qu'aurait subies SGAM-AI, un département de la filiale de gestion d’actifs de la banque, Société Générale Asset Management (SGAM). (Voir Affaire de la SGAM-AI)
En 2009, le SGAM fusionne avec Crédit agricole Asset Management (CAAM) dans une coentreprise nommée Amundi (CAAM : 75 %, SGAM : 25 %). Cette fusion signifie que toutes les activités nécessaires au bon fonctionnement du groupe Société générale et de ses filiales devront être reproduites ou achetées à l'extérieur.

### Années 2010
Après deux années de crise liées tout d’abord à la révélation de la fraude Kerviel, puis à l’éclatement de la crise financière mondiale, la banque semble avoir tourné la page.
En 2010, les résultats financiers de l’entreprise se redressent. Au premier semestre, la banque présente un résultat net part du groupe de 2,15 milliards d’euros. Ces bons résultats sont présentés peu de temps après la publication des résultats des stress tests de résistance de 91 banques européennes, qui confirment notamment la solidité financière des quatre grandes banques françaises dont Société générale.
La Société générale est visée en mai 2011 par une plainte pour fraude déposée par l'Agence fédérale américaine de financement du logement (FHFA) qu'elle considère avec 16 autres établissements financiers comme responsable de la crise des subprimes.
Dans le cadre d'un plan de sauvegarde de l'emploi, la Société générale supprime plus de 1 200 postes au sein de la banque de financement et d'investissement, dont 880 en France. En réduisant ses effectifs, le groupe suit la même voie que ses concurrents BNP et Crédit agricole.
Au cours du 3e trimestre 2012, la banque a annoncé avoir vendu sa filiale grecque Geniki Bank à la banque hellène Piraeus Bank, transaction qui a été finalisée en décembre, la vente se soldant par une perte d'environ 100 millions dans les comptes. Toujours dans le cadre de sa restructuration, la banque annonce en décembre la vente de sa participation de 77 % dans sa filiale égyptienne National Société générale Bank (NSGB) à la Qatar National Bank pour 1,97 milliard de dollars et la vente par sa filiale Rosbank de l'établissement biélorusse Belrosbank au russe Alfa Bank.
En mars 2014, la Société générale, vend sa filiale de banque privée en Asie à l'entreprise singapourienne DBS Bank pour 158 millions de dollars,. Le même mois, Société Générale annonce l'acquisition des parts minoritaires, en dehors de la part de 21 % de La Caixa, dans Boursorama.
En 2014, Sogecap acquiert une partie des 126 galeries commerciales du groupe Carrefour, à travers la société foncière Carmila. Au printemps, Société Générale annonce la suppression de ses activités de crédits à la consommation au Brésil, entraînant une perte nette de 200 millions d'euros au 4e trimestre 2014.
En 2016, Société générale annonce un projet de réorganisation qui devrait aboutir à la suppression de 550 emplois sur 5 ans. Elle annonce également la vente de ses filiales Splitska Banka en Croatie, et Bank Republic en Géorgie.
Depuis avril 2017, Société générale via Sogécap détient 50 % du capital d'Antarius, la compagnie d’assurance de personnes dédiée au groupe Crédit du Nord, (le solde des 50 % étant détenu par le Crédit du Nord).
En 2017, la Société générale annonce l'introduction en bourse de la filiale ALD (location longue durée de véhicules). En février 2017, Aviva vend sa coentreprise d'assurance-vie avec Société Générale, à cette dernière pour 425 millions de livres.
Autre élément non récurrent de 2017 : le produit net bancaire 2017 est grevé de 963 millions d'euros au titre de l'accord transactionnel avec le Libyan Investment Authority (LIA) mettant un terme opposant les deux parties. La LIA accusait la banque française d’avoir versé au moins 58 millions de dollars de pots-de-vin à Leinada, une structure basée au Panama et dirigée par Walid Giahmi, un proche de Saïf al-Islam Kadhafi, fils de Mouammar Kadhafi. Celui-ci aurait par la suite reversé des sommes aux proches du régime pour convaincre le fonds souverain d'opter pour des produits financiers de Société Générale. Au total, le fonds souverain indique avoir investi 2,1 milliards de dollars dans des obligations émises par la banque française et estime avoir perdu 1,5 milliard de dollars dans ces investissements.
D'autres litiges restent en cours. La banque est toujours en négociations avec les autorités américaines au sujet d'un contentieux portant sur des violations d'embargo américains - le litige qui a coûté 8,9 milliards de dollars à BNP Paribas en 2014. À fin mars 2017, les provisions totales du groupe pour faire face à ces déboires judiciaires s'élèvent à 2,4 milliards d'euros.
En novembre 2017, la Société générale annonce la suppression de 300 agences et 900 emplois à l'horizon 2020.
En décembre 2017, à la suite de l'opération événementielle One Planet Summit, et dans le contexte du Climate Finance Day, la Société générale annonce la décision de ne plus financer la production de pétrole issu de sables bitumineux sans toutefois préciser si cela concerne ses produits financiers dans leur globalité (comme le courtage de ce type de pétrole).
En juillet 2018, la Société générale annonce l'acquisition des activités de gestion d'actifs et d'activité de marché de Commerzbank, regroupant 500 employés,. En août 2018, OTP annonce l'acquisition de la filiale bulgare de Société Générale, Expressbank, qui avait une part de marché de 6,7 % en Bulgarie alors que la filiale d'OTP avait une part de marché d'environ 12 %. En parallèle, OTP prend une participation majoritaire dans les activités albanaises de Société Générale, Banka Societe Generale Albania, qui avait une part de marché de 6 %. En novembre 2018, Société Générale annonce la vente de ses activités polonaises sous la marque Euro Bank pour 484 millions d'euros à Bank Millennium. En décembre 2018, Société Générale annonce la vente de ses activités en Serbie à OTP pour 108 millions d'euros.
En septembre 2018, le groupe Société générale annonce le rachat de la fintech Treezor, établissement de monnaie électronique agréé par l'ACPR. La start-up se positionne en France comme leader des activités de Banking-as-a-Service. Ce rachat, qui s'inscrit dans le cadre de la stratégie "Transform to Grow" du groupe, devient effectif en janvier 2019. Cela doit permettre d'accélérer l'internationalisation et l'innovation produits de Treezor.
Le 18 janvier 2019, la Société générale annonce un accord avec la banque sud-africaine Absa pour récupérer ses activités de conservation, de banque dépositaire et de compensation de dérivés en Afrique du Sud et développer un partenariat commercial sur l'ensemble de l'Afrique. Le montant de la transaction aboutissant à cet accord n'a pas été communiqué.
Le 6 février 2019, la Société générale annonce avoir trouvé un accord avec le groupe hongrois OTP Bank afin de lui céder ses parts majoritaires dans sa filiale de Moldavie, Mobiasbanca. Le groupe français souhaite, en effet, recentrer sa stratégie.

### Années 2020
Le 30 juin 2020, la Société générale annonce le rachat de Shine, une néo-banque et service en ligne pour les auto-entrepeneurs et les micro-entreprises. L'opération d'acquisition de Shine aurait été conclue pour un prix voisin de 100 millions d'euros. Le dirigeant Nicolas Reboud reste en place jusqu'en mars 2024,
La banque annonce, le 23 septembre 2020, étudier la création d'une possible nouvelle banque de détail qui s'appuierait sur le rapprochement de deux de ses réseaux bancaires : la Société générale et le Crédit du Nord.
Le troisième trimestre 2020 permet à la Société générale de revenir dans le vert après une perte de plus de 1 milliard d'euros au trimestre précédent. Un bénéfice net de 862 millions d'euros a été enregistré, en hausse de 1 % par rapport à la même période en 2019.
Début décembre 2020, la fusion du Crédit du Nord avec la Société générale est annoncée. Cette opération va entraîner la fermeture de 600 agences et la suppression de plus de 3500 emplois mais ne prévoit aucun licenciement ni départ forcé, assure la direction de la Société générale. Les 600 agences concernées par la fermeture devraient baisser le rideau d'ici à l'horizon 2025, date à laquelle l'ensemble des services auront achevé la fusion complète des deux entités. La fusion entraîne une nouvelle dénomination des établissements du Crédit du Nord : « SG », à laquelle est associée, par région, le nom de la banque du réseau Crédit du Nord (exemple : SG Laydernier, SG Crédit du Nord).
Le 14 décembre 2020, la Société générale annonce le rachat de Reezocar, une plateforme française de vente de véhicules d'occasion qui possède environ 7 millions de références dans son catalogue. La banque détenait déjà une participation minoritaire au sein de cette société qui a vu le jour en 2014. En 2022, elle lance avec Reezocar, une plateforme qui permet à ses clients d'acquérir un véhicule neuf ou d'occasion directement depuis l'application mobile de la Société générale.
Les effectifs du groupe diminuent de 3,6 % en 2020 passant de 138 240 salariés fin 2019 à 133 251 fin 2020.
Le 12 octobre 2021, la Société générale annonce la suppression de 3 700 postes dans la banque de détail en France dans le cadre de la fusion avec le Crédit du Nord. Une fusion qui sera effective au 1er janvier 2023.
Au troisième trimestre 2021, la Société générale annonce un record historique de son bénéfice net à 1,6 milliard d'euros.
 En décembre 2021, la direction annonce la nomination de Gaëlle Olivier au poste de directrice générale adjointe du groupe.
En janvier 2022, ALD, filiale de location de voitures longue durée de la Société générale, annonce l'acquisition de LeasePlan pour 4,9 milliards d'euros. La Société générale détiendra 53 % du nouvel ensemble créé, qui aura une flotte de 3,5 millions de véhicules.
Le 10 février 2022, la Société générale annonce avoir réalisé un bénéfice net historique de 5,6 milliards d'euros en 2021. Ces bénéfices serviront principalement à rémunérer les actionnaires sous forme de dividendes (1,4 milliard d'euros) et de rachats d'action (pour plus de 900 millions d'euros).
En avril 2022, BNP Paribas et la Société générale participent au plan de financement de l'OPA d'Elon Musk sur Twitter. La banque contribue à hauteur de 875 millions d'euros de financement,.
Le 11 avril 2022, la Société générale, dans le cadre des mesures prises par la communauté bancaire européenne à l'encontre de la Russie qui a envahi l'Ukraine, annonce qu'elle cède sa filiale Rosbank ainsi que ses activités assurance à Interros Capital. Cette transaction coûte 3,1 milliard d'euros à Société générale, qui ne récupère que 500 millions d'euros de prêts consentis à sa filiale. Pourtant, les résultats positifs de l'exploitation de Rosbank représentaient environ 2 % du bénéfice d'exploitation du groupe français. ALD Automotive, filiale de location de voitures de Société générale, arrête aussi toutes ses opérations en Russie, en Biélorussie et au Kazakhstan. Cette cession de Rosbank se traduit par une chute spectaculaire de ses résultats du deuxième trimestre 2022 : en effet, la Société générale indique avoir subi une perte nette de 1,5 milliard d'euros sur cette période. Toutefois, son produit net bancaire (PNB), équivalent du chiffre d'affaires, s'élève à 7 milliards d'euros d'avril à juin, en hausse de 12,8 % sur un an, porté par l'ensemble des métiers.

### Recentrage des activités avec l'arrivée de Slawomir Krupa (2023-)
Le nouveau directeur général, Slawomir Krupa, souhaite se débarrasser des activités peu rentables qui en outre handicapent le fonctionnement de la banque. En juin 2023, la Société générale annonce se retirer de plusieurs pays africains en vendant des filiales, à savoir le Congo, la Guinée-Équatoriale, la Mauritanie et le Tchad, tout en conservant ses activités dans 13 autres pays parmi lesquels la Côte d'Ivoire, le Cameroun ou le Sénégal,. En décembre 2023, le Congo et le Tchad sont vendus. En avril 2024, la banque vend ses filiales de banque et d'assurance au Maroc au groupe Saham pour 745 millions d'euros. En mai 2024, Société générale cherche toujours à vendre ses filiales en Guinée, au Burkina Faso, au Mozambique, en Mauritanie, en Tunisie, et peut-être aussi en Algérie.
En avril 2024, la Société générale annonce la vente de sa filiale Societe Generale Equipment Finance (SGEF) dédié à la location d'équipement industriel, à BPCE pour 1,1 milliard d’euros,.
En juin 2024, la Société générale annonce la vente de sa filiale Shine au groupe danois Ageras spécialisé dans les logiciels de comptabilité et de gestion administrative pour les PME. Le montant de la vente n'est pas communiqué. Ageras reprend l’ensemble des activités de Shine ainsi que l’ensemble des collaborateurs de cette entité. En août 2024, Société générale annonce la vente de ses activités de banque privée en Suisse et au Royaume-Uni à Union bancaire privée pour 900 millions d'euros.

## Activités
Le groupe Société générale compte 119 000 collaborateurs, de 145 nationalités, présents dans 62 pays.
Le Groupe opère dans trois domaines d’activités complémentaires, intégrant des offres ESG pour l’ensemble de ses clients :
- La Banque de détail en France, Banque Privée et Assurances avec la banque de détail SG, les activités de banque privée, les activités d’assurance et la banque en ligne BoursoBank,
- La Banque de Grande Clientèle et Solutions Investisseurs  qui propose des solutions sur mesure aux grandes entreprises et investisseurs avec un leadership mondial dans les dérivés actions, les financements structurés et l’ESG.
- La Mobilité, Banque de détail et Services Financiers à l’International, regroupant des banques universelles(en République tchèque, en Roumanie et dans plusieurs pays d’Afrique), Ayvens (nouvelle marque ALD I LeasePlan), acteur mondial de la mobilité durable, ainsi que des activités de financements spécialisés.

## Données financières
| Année | Produit net bancaire | Résultat brut d’exploitation | Résultat net part du groupe |
| ----- | -------------------- | ---------------------------- | --------------------------- |
| 2024  | 26 788               | 8 316                        | 4 200                       |
| 2023  | 25 104               | 6 580                        | 2 493                       |
| 2022  | 28 059               | 9 429                        | 2 018                       |
| 2021  | 25 798               | 8 208                        | 5 641                       |
| 2020  | 22 113               | 5 399                        | −258                        |
| 2019  | 24 671               | 6 944                        | 3 248                       |
| 2018  | 25 205               | 7 274                        | 3 864                       |
| 2017  | 23 954               | 6 116                        | 2 806                       |
| 2016  | 25 298               | 8 481                        | 3 874                       |
| 2015  | 25 639               | 8 746                        | 4 001                       |
| 2014  | 23 561               | 7 545                        | 2 692                       |
| 2013  | 22 831               | 6 432                        | 2 175                       |
| 2012  | 23 110               | 6 672                        | 774                         |
| 2011  | 25 636               | 8 600                        | 2 385                       |
| 2010  | 26 418               | 9 873                        | 3 917                       |
| 2009  | 21 730               | 5 964                        | 678                         |
| 2008  | 21 866               | 6 338                        | 2 010                       |
| 2007  | 21 923               | 7 618                        | 947                         |
| 2006  | 22 417               | 8 714                        | 5 221                       |
| 2005  | 19 170               | 7 014                        | 4 446                       |
| 2004  | 16 390               | 5 328                        | 3 281                       |
| 2003  | 15 637               | 5 069                        | 2 492                       |

## Dans le monde[107]

### En Europe
- Allemagne :
  - Hanseatic rachetée à 75 % en 2005 (25 % restant détenu par le groupe Otto) : cette banque de détail est basée à Hambourg. Ses métiers comprennent le crédit à la consommation (cartes de crédit et prêts personnels), le dépôt, l’assurance et l’affacturage.
  - BDK : Bank Deutsche Kraftfahrzeuggewerbe GmbH, filiale à 90% (capital avec droit de vote) par la pleine propriété d’ALD Lease Finanz GmbH depuis 2001. Basée à Hambourg, BDK est active dans le domaine du financement automobile.
- Chypre : Société générale Bank Cyprus
- Italie : Fiditalia, rachetée à 100 % en 2002 : cette filiale est spécialisée dans le crédit à la consommation et les cartes de crédit. Le processus de vente en 2017 a été abandonné[108]. Elle couvre l’ensemble du territoire italien avec plus de 160 points de vente, 10 000 prescripteurs dans tous les secteurs commerciaux et 1 000 000 de clients actifs
- République Tchèque : Komerční banka, avec 217 agences et 2,2 millions de clients à fin mars 2023, se classe parmi les principales institutions bancaires en République tchèque, ainsi qu’en Europe centrale et orientale. Le groupe Société Générale a repris 60 % de la banque en 2001 pour 1,186 milliard €, en devenant ainsi actionnaire majoritaire. Le groupe opère également en Slovaquie sous le nom KB-Bratislava.
- Luxembourg : SG Luxembourg, établissement bancaire de droit luxembourgeois, filiale à 100 % de Société Générale. Implantée depuis 1893 au Grand-duché (plus ancienne implantation bancaire étrangère), anciennement nommée SGBT Luxembourg, cette filiale a accompagné dès son origine le développement de l'industrie luxembourgeoise et a contribué ainsi à l'émergence de la place financière dans le pays.

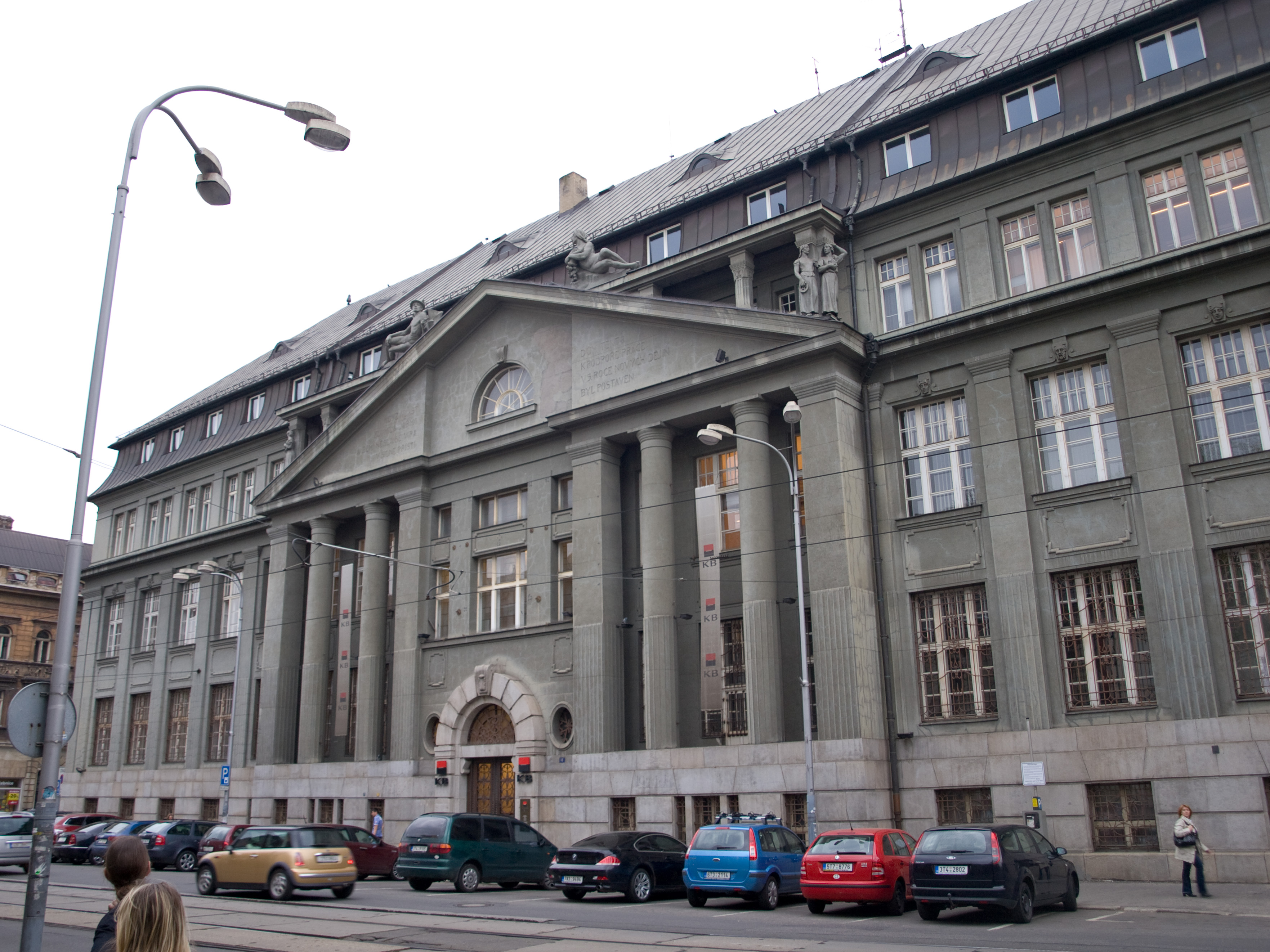
Le bâtiment historique de la Komerční banka, filiale tchèque de la Société générale, à Ostrava.

- Roumanie : BRD, fondée en 1923 .La BRD est la seconde banque de Roumanie en termes de dépôts. Elle possède 915 agences pour 2,5 millions de clients et 8 800 employés. C’est en 1998 que Société Générale entre à son capital pour y monter jusqu’à près de 60,00 % en 2009.
- Suisse : Société générale Private Banking établie à Genève et à Zurich.
- Tchéquie : Komerční banka, est société mère du groupe KB et fait partie du groupe financier Société Générale. Komerční banka est l'une des principales institutions bancaires de la République tchèque et de la région Europe centrale et orientale. KB est une banque universelle qui offre une large gamme de services dans les domaines de la banque de détail, de la banque d'entreprise et de la banque d'investissement. d'investissement. Les sociétés du groupe Komerční banka offrent d'autres services spécialisés, dont l'assurance retraite complémentaire l'épargne-logement, le crédit-bail, l'affacturage, les prêts à la consommation, l'assurance et des services de sociétés fintech. Ces services sont disponibles via le réseau d'agences de la KB, la banque directe et ses propres réseaux de distribution. réseaux de distribution des entreprises et partenaires commerciaux concernés. KB opère également en République slovaque, par le biais d'une succursale qui se concentre sur le service aux entreprises et par l'intermédiaire de certaines de ses filiales..

#### Fin d'activité ou de participation
Grèce : Geniki Bank, participation à 99,08 % de mars 2004 à décembre 2012.
- Russie :
  -     - Rosbank : filiale russe dont la Société générale contrôlait jusqu'au 11 avril 2022, 92,4 % du capital[n 2]. Rosbank avec 600 agences est le premier réseau à capitaux privés de banque de détail en Russie et compte environ 3 millions de clients particuliers, 60 000 clients PME et 7 000 clients grandes entreprises. Son réseau couvre l'ensemble du territoire avec une présence dans 90 % des villes de plus de 500 000 habitants. En 2011, Rosbank fusionne avec la Banque Société générale Vostok / Банк Сосьете женераль восток, filiale à 100 % de Société Générale et spécialisée dans tout le spectre des opérations bancaires depuis 1993.

  - DeltaCredit : filiale russe à 100 % de la Société générale, spécialisée dans le crédit immobilier.
  - Rusfinance : filiale russe à 100 % de la Société générale, spécialisée dans le crédit à la consommation.
  - Invasion de l'Ukraine, le 24 février 2022 et ses conséquences : le 11 avril 2022, la Société générale a annoncé l'arrêt de ses activités en Russie et la cession de ses participations dans le secteur bancaire russe, en particulier la banque Rosbank, pour un coût de 3,1 milliards d'euros[110].

À partir de 2016, le groupe Société Générale entame un vaste processus de recentrage de ces activités avec la vente de nombreuses banques dans les pays de l'Europe de l'est et les Balkans :
- Albanie : Société générale Albania (ex Banka Popullore) de 2007 à 2019 puis vente de cette banque à OTP Bank.
- Bulgarie : Société générale Expresbank de 1999 à 2019, revendue à OTP Bank.
- Croatie : Splitska Banka, de 2006 à fin 2016, revendue à OTP Bank.
- Géorgie : Bank Republic, participation à 93,64 % jusqu'à fin 2016.
- Macédoine du nord : Ohridska Banka, Ohrid, vendue en 2019 à Steiermärkische Sparkasse.
- Moldavie : Mobiasbanca , revendue à OTP Bank en 2019.
- Monténégro : Société générale Monténégro (anciennement Prva Zetska Stedionica puis Podgorička banka)[111],[112],[113],[114], vendue en 2019 à OTP Bank.
- Pologne : Eurobank, acquise en 2005 puis vendue en 2018 à Bank Millenium à la suite du processus de vente lancé en 2018[115].
- Serbie : Société générale Srbija, vendue en 2019 à OTP Bank.
- Slovénie : SKB Banka (ex Stanovanjsko-Komunalna Banka), de 2001 à 2019 puis vendue à OTP Bank.

### En Afrique[116]
- Algérie : Société générale Algérie, installée depuis 1999, c'est la première banque grand public française à se réinstaller en Algérie depuis les années 1962/1965. Elle possède un réseau de 63 agences.
- Bénin : SGB (Société générale Bénin, ex-SGBBE : Société générale de banque au Bénin).
- Burkina Faso : SGBF (Société générale Burkina Faso, ex-SGBB : Société générale de banque au Burkina[117]), filiale à 52,6 % de la Société Générale. Elle est classée troisième établissement bancaire du Burkina Faso.
- Cameroun : SGCAM (Société générale Cameroun, ex-SGBC : Société générale de banques au Cameroun), filiale à 58,08 % de la Société Générale[118].
- Congo : SGC (Société générale Congo).
- Côte d'Ivoire : SGCI (Société générale Côte d'Ivoire).
- Ghana : Société générale Ghana (SGGH), prise de contrôle en 2003 de la SG-SSB Ltd, rebaptisée en 2013.
- Guinée-Équatoriale : SGBGE (Société générale de banque en Guinée-Équatoriale).
- Mozambique :Société générale Moçambique (juridiquement Banco Société générale Moçambique) à la suite de l'acquisition en 2015 d'une participation majoritaire dans le capital d'une banque locale (MCB Mozambique) ensuite renommée.
- Sénégal :SGBS (Société générale Sénégal).
- Tchad : SGT (Société générale Tchad, ex-Société générale tchadienne de banque).
- Togo : SGTG (Société générale Togo), ouverte en 2015.
- Tunisie : UIB (Union internationale de banque), créée en 1964. L'UIB a été privatisée en novembre 2002 avec le rachat d'une partie de son capital par le groupe Société générale. Elle possède un réseau de 118 agences dans le pays.

#### Bureaux de représentation
- Afrique du Sud[citation nécessaire]
- Kenya[citation nécessaire]

#### Fin d'activité ou de participation
- Égypte : NSGB (National Société générale), participation à 77 % jusqu'en décembre 2012 à la suite de la vente à Qatar National Bank.
- Guinée : SGG (Société générale Guinée).En juin 2024, Société Générale Guinée est sur le point d'être reprise par Bank of Kigali[119] et Banque atlantique[120].
- Madagascar : BRED Madagasikara: Le 5 août 2024, dans le prolongement de sa stratégie de désengagement du continent africain, la Société Générale annonce la session de sa filiale malgache à BRED Banque populaire[121].
- Maroc : Société générale Maroc (juridiquement Société générale marocaine de banque (SGMB)) : créée en 1913, Le 12 avril 2024, la Société Générale annonce la cession de sa participation de 57,7 % dans la SGMB au groupe Saham, ainsi qu'à sa filiale d'assurance, La Marocaine Vie, pour un montant total de 745 millions d'euros[122].
- Mauritanie :SGM (Société générale Mauritanie) acquise en 2007. Le 24 mars 2025 la Société Générale annonce la cession de sa participation au consortium formé par Enko Capital et Oronte[123].

### Dans les DROM
- SGCB (Société générale calédonienne de banques), disposant de 20 agences sur le territoire.
- BDP (Banque de Polynésie), filiale à 70 % avec un réseau de 15 agences.
- BFCOI (Banque française commerciale Océan Indien), filiale à 50 % de la Société générale implantée à la Réunion et à Mayotte avec un réseau de 28 agences.

#### Fin d'activité ou de participation
SGBA (Société générale de banques aux Antilles), implantée en Guadeloupe et en Martinique. Cette entité qui comportait 5 agences est cédée en 2020 à MyMoneyBank.

### En Asie
- Société générale de banques Jordanie
- SGBL (Société générale de banque au Liban) : filiale libanaise de la Société générale depuis 1969 (à 25 % puis à 50 % en 1991). Aujourd'hui, la Société générale s'est partiellement désengagée et ne possède plus que 16 % de la SGBL. Elle compte près de 66 agences réparties sur l'ensemble du territoire libanais en 2011[124].
- Société générale (China) Limited créée en 2008.
- SG Mumbai créée en 1985.
- Seabank, Hanoi, banque locale dans laquelle la Société générale contrôle 20 % du capital. La banque possède un réseau de plus de 100 agences dans le pays.
- Chine, Banque de Financement (Société Générale Asia Pacifique), Societe Generale Equipment Finance, Société Générale Leasing & Renting,Co.Ltd

### Au Moyen-Orient
- Arabie saoudite, Societe Generale Saudi Arabia
- Émirats arabes unis
- Qatar, Doha Representative Office

## Gouvernance de l’entreprise
La Société générale est une société anonyme à conseil d'administration. Il est composé de 14 membres et d'un censeur. Le conseil élit un président et désigne un directeur général.

### Direction actuelle
Le conseil d'administration est composé des membres suivants :
- Lorenzo Bini Smaghi - Président du conseil d'administration depuis le 19 janvier 2015. Administrateur indépendant depuis mai 2014.
- Slawomir Krupa - Directeur général, Administrateur
- William Connelly - Administrateur
- Jérôme Contamine - Administrateur
- Béatrice Cossa-Dumurgier - Administratrice
- Diane Côté - Administratrice
- Ulrika Ekman - Administratrice
- France Houssaye - Administratrice élue par les salariés
- Johan Praud - Administrateur élu par les salariés
- Jean-Bernard Lévy - Censeur
- Annette Messemer - Administratrice
- Henri Poupart-Lafarge
- Lubomira Rochet - Administratrice
- Alexandra Schaapveld - Administratrice
- Benoît de Ruffray - Administrateur

La direction générale est composée des personnes suivantes :
- Slawomir Krupa - Directeur général
- Pierre Palmieri - Directeur général délégué

### Anciens présidents
- 1864-1869 : Eugène Schneider
- 1869-1886 : Guillaume Deninger, dit Denière
- 1886-1901 : Edouard Blount
- 1902-1915 : Jean Hély d'Oissel
- 1922-1932 : André Homberg
- 1932-1940 : Joseph Simon
- 1941-1944 : Henri Ardant
- 1944-1958 : Pierre de Moüy
- 1958-1967 : Maurice Lorain
- 1967-1973 : Jacques Ferronnière
- 1973-1982 : Maurice Lauré
- 1982-1986 : Jacques Mayoux
- 1986-1997 : Marc Viénot
- 1997-2009 : Daniel Bouton
- 2009-2015 : Frédéric Oudéa
- depuis 2015 : Lorenzo Bini Smaghi

### Anciens directeurs généraux
- 1864-1867 : Adrien Delahante
- 1867-1872 : Charles Herpin
- 1872-1879 : Émile Huard
- 1880-1890 : Octave Homberg
- 1890- : Antoine Ségan
- 1909-1913 : Louis Dorizon
- 1913-1919 : André Homberg
- 1919-1925 : Joseph Simon
- 1935-1944 : Henri Ardant
- 1943-1958 : Maurice Lorain
- 1986-1997 : Marc Viénot
- 1997-2009 : Daniel Bouton
- 2009-2023: Frédéric Oudéa
- depuis 2023 : Slawomir Krupa

## Critiques, scandales et amendes
Le secteur de la banque et notamment les grandes banques françaises comme BNP Paribas, Société générale et Crédit Agricole sont directement concernés par la loi de mars 2017 sur le devoir de vigilance, et des associations ont tenté de la faire appliquer.

### Financement des énergies fossiles
L'association écologiste Les Amis de la Terre publie le 5 mars 2018 un rapport intitulé « Société Générale, plein gaz sur les fossiles » dénonçant ses financements accordés aux projets de terminaux méthaniers destinés à l'exportation de gaz de schiste américain vers l'Europe. Sur la période 2014-2016, la Société générale a accordé plus de 2,4 milliards de dollars aux entreprises développant ces projets en Amérique du Nord, et est ainsi la septième banque internationale et la première française la plus exposée au secteur. L'association demande notamment à la banque de se retirer de son mandat de conseiller financier du projet de terminal d'exportation de gaz de schiste liquéfié Rio Grande LNG au Texas et du double gazoduc Rio Bravo Pipeline, porté par l'entreprise américaine NextDecade.
En novembre 2019, l'ONG Oxfam France publie en collaboration avec Les Amis de la Terre un rapport indiquant que les principales banques françaises ont une empreinte carbone très importante : « en 2018, les émissions de gaz à effet de serre issues des activités de financement des quatre principales banques françaises – BNP Paribas, Crédit agricole, Société Générale et BPCE – dans le secteur des énergies fossiles ont atteint plus de 2 milliards de tonnes équivalent CO2, soit 4,5 fois les émissions de la France ». la Société générale poursuit notamment ses investissements dans le gaz et le pétrole de schiste.
Selon une étude de l’ONG ShareAction (en) publiée le 14 février 2022, la Société générale a financé la prospection des entreprises pétrolières et gazières à hauteur de 34 milliards de dollars entre 2016 et 2021.

### Amendes et condamnations
En juillet 2008, à la suite des récents troubles et notamment l'affaire Kerviel, la commission bancaire attribue un blâme à la Société générale, accompagné d'une amende de 4 millions d'euros pour des carences graves dans son système de contrôle interne.
En septembre 2010, la Société générale est condamnée aux côtés de 10 autres banques par l'Autorité de la concurrence à payer une amende totale de 384,9 millions d'euros pour la mise en place de frais injustifiés relatifs au traitement des chèques interbancaires. La sanction appliquée à la Société générale est de 53,48 millions d'euros.
En juillet 2013, la Société générale est condamnée par l'Autorité des marchés financiers à une sanction pécuniaire de 500 000 euros pour des carences décelées dans les systèmes d'audit de sa fonction de contrôle dépositaire.
En décembre 2013, la Société générale est condamnée par la Commission européenne à une amende de 446 millions d'euros dans le cadre d'un jugement pour manipulation de taux interbancaires. La Commission a exigé des 8 banques impliquées un montant total de 1,7 milliard d'euros, ce qui constituait alors un record. L'amende de la Société générale a par la suite été réduite de près de moitié en avril 2016.
En juin 2018, la Société générale règle ses litiges liés à la manipulation du Libor et aux soupçons de corruption en Libye avec plusieurs autorités américaines et françaises pour 1,3 milliard de dollars. Dans le détail, elle a dû verser 275 millions de dollars au Département de la Justice (DOJ) et 475 millions de dollars à la Commodity Futures Trading Commission dans le cadre de l'affaire du Libor tandis que le DOJ et le parquet national financier ont respectivement reçu 292 et 250 millions dans le dossier libyen,.
En juillet 2017, l’Autorité de contrôle prudentiel et de résolution (ACPR) a prononcé un blâme assorti d’une sanction pécuniaire de 5 millions d’euros à l’encontre de la Société Générale après avoir remarqué lors d’un contrôle en 2014-2015 des manquements dans ses procédures anti-blanchiment, et notamment dans ses obligations déclaratives à Tracfin et à l’ACPR.
En novembre 2018, la Société générale accepte de payer une amende de 1,34 milliard de dollars à plusieurs autorités américaines afin de mettre fin aux poursuites pour violation des embargos visant Cuba, ainsi que, dans une moindre mesure, l'Iran et le Soudan,.

### Affaire du Sentier II
En 2001, le chef du service central de traitement et de compensation des chèques de la Société générale et le plus haut responsable de la lutte contre le blanchiment d'argent au sein de l'enseigne se voient reprocher par le juge d'instruction Isabelle Prévost-Desprez de graves défaillances dans les mécanismes de contrôle interne de la banque, en liaison avec l'affaire du Sentier II où plus de 120 personnes avaient participé à une importante cavalerie financière.
Le 4 février 2008, débute à Paris le procès du Sentier II, un important procès pour blanchiment d'argent qui met en cause plusieurs dirigeants de l'enseigne. Le 3 juin 2008, le parquet de Paris a requis la relaxe de Société Générale et de quatre de ses dirigeants, dont le président Daniel Bouton dans l'affaire du Sentier. Le 11 décembre 2008, le tribunal correctionnel de Paris suit le réquisitoire du parquet de Paris en relaxant la Société générale et de quatre de ses dirigeants.

### Procès Kerviel
Le procès de Jérôme Kerviel s’est ouvert le 8 juin 2010, au palais de justice de Paris, pour se clore le 25 juin. La Société générale était partie civile du procès. L’ancien trader de la Société générale était représenté par maître Olivier Metzner, tandis que la banque était représentée par maîtres Jean Veil, Jean Reinhart et François Martineau.
Ce procès a suscité un engouement médiatique important, avec notamment un record de demandes d’accréditations de journalistes.
Après plus de deux semaines de débats très techniques et beaucoup tournés autour de la personnalité de Jérôme Kerviel, le procureur de la République a requis cinq ans d’emprisonnement dont trois ans ferme contre l’ancien trader, qui plaidait la relaxe.
Le jugement du procès a été rendu le 5 octobre 2010, à 11 h 00. Jérôme Kerviel a été reconnu coupable des trois chefs d'accusation requis à son encontre : abus de confiance, introduction frauduleuse de données dans un système informatique et faux et usage de faux. Jugé seul responsable de la perte record subie début 2008 par la Société générale, il a été condamné à cinq ans de prison dont trois ferme, ainsi qu'à verser des dommages et intérêts de 4,9 milliards d'euros à la banque. Le jugement rendu dédouane intégralement Société générale de toute responsabilité alors que des carences graves du système de contrôle interne ont été confirmées à Bercy par plusieurs hauts fonctionnaires de la direction du Trésor.
Jérôme Kerviel a immédiatement interjeté appel d'un « jugement déraisonnable » selon son avocat, maître Metzner. Cet appel étant suspensif, il est présumé innocent jusqu'à la tenue du procès en appel, qui aura lieu du 4 au 28 juin 2012.
Le montant considérable des dommages et intérêts a suscité une grande vague d’émotions dans l’opinion publique et sur Internet. La condamnation d'un homme seul à rembourser une telle somme a suscité incompréhension et colère parmi les internautes. La banque a annoncé avoir renoncé à demander l’intégralité des dommages et intérêts à Jérôme Kerviel.

#### 2014: Cour de cassation et suites
Le 19 mars 2014, la Cour de cassation annule les dommages et intérêts de 4,9 milliards d'euros. En effet, la cour relève l’existence de fautes commises par Société Générale ayant concouru au développement de la fraude et à ses conséquences financières.
Par ailleurs, le 17 janvier 2016, la presse annonce qu'en juin 2015, dans un entretien enregistré à son insu, Chantal de Leiris, ancienne vice-procureure du parquet de Paris qui avait suivi l’enquête sur les pertes de Société générale imputées à Kerviel, a déclaré que l'enquête avait été manipulée par Société générale, avec l'assentiment de certains supérieurs hiérarchiques de Chantal de Leiris,.

#### 7 avril 2016: Panama Papers
La Société générale compte poursuivre Jérôme Kerviel pour diffamation après qu'il a déclaré que la Société générale était multirécidiviste des infractions et qu'il a insisté sur les mensonges de la banque en matière de paradis fiscaux. Pourtant, une des filiales de Société générale, la TNS Service limited, est actuellement implantée dans les îles Vierges britanniques qui figurent dans la liste noire française des paradis fiscaux. En 2012, une autre de ses filiales, la Societe Generale Manila Offshore Branch, était implantée aux Philippines alors que ce pays était également considéré comme un paradis fiscal,.

#### 7 juin 2016: licenciement «sans cause réelle et sérieuse»
Le mardi 7 juin 2016, le conseil de prud’hommes de Paris condamne la Société générale à verser à Jérôme Kerviel plus de 450 000 euros pour licenciement sans « cause réelle ni sérieuse » et dans des conditions « vexatoires ». Par l'intermédiaire de son avocat, Société Générale annonce faire appel de cette décision. Malgré cet appel, une partie des sommes allouées à Jérôme Kerviel doit être payée immédiatement par Société Générale.
23 septembre 2016 : jugement de la cour d'appel de Versailles
La cour d’appel de Versailles ramène de 4,9 milliards à 1 million d’euros les dommages et intérêts dus par Jérôme Kerviel à la Société générale.
Janvier 2018 : procédure du fisc
En janvier 2018, la Société générale fait l'objet d'une procédure du fisc français qui lui demande de rembourser les 2,2 milliards d’euros dont elle avait bénéficié en crédit d'impôt en 2009-2010. Elle avait reçu cela au titre du régime fiscal dont peuvent bénéficier les entreprises déficitaires et victimes de fraudes, à la suite des pertes liées aux transactions effectuées par Jérôme Kerviel.

### Dispositifs de contrôle contre le blanchiment d'argent
Société Générale présente en 2009 d'après la FED des « déficiences » en matière de blanchiment d'argent et lui a adressé un rappel à l'ordre. Fin septembre 2011, l'Autorité de contrôle prudentiel et de résolution a décidé d'ouvrir une enquête portant sur les dispositifs de contrôle de conformité et les dispositifs de lutte contre le blanchiment des capitaux et le financement du terrorisme. Cette enquête a révélé que la majorité des établissements examinés n’était pas en conformité avec les obligations issues de l’ordonnance du 30 janvier 2009.

### Évasion fiscale
En 2018, une enquête menée par 19 médias européens révèle la participation de la Société générale, avec BNP et Caceis, dans une fraude présumée de 17 milliards aux dépens du fisc français (connue sous le nom de CumEx).
D'après une enquête réalisée par Alternatives économiques, la Société générale possédait 57 filiales dans des paradis fiscaux en 2008, soit 17 % du nombre total de sociétés dans le groupe. Néanmoins, le nombre de ses filiales sur le site de la Royale Bank of Scotland change constamment d'après une étude menée par CCFD-Terre Solidaire. 

#### Panama Papers
En 2016, les « Panama Papers » ont montré que la Société générale a créé 979 sociétés offshore, immatriculées par le cabinet panaméen Mossack Fonseca. Le 5 avril 2016, le siège de la banque a été perquisitionné dans le cadre de l’enquête préliminaire ouverte par le parquet national financier pour blanchiment de fraude fiscale aggravée.

### Rémunération des dirigeants
Le salaire de son dirigeant représente 520 fois le salaire médian français, ce qui ne lui permet pas évidemment l'obtention de l'agrément « entreprise solidaire ».
Daniel Bouton et Frédéric Oudéa ont annoncé mi-janvier 2009 avoir renoncé à leur bonus pour 2008, au même titre que l'ensemble des dirigeants des grandes banques françaises, à la demande de l'État qui s'était porté au secours du secteur bancaire.
4 800 collaborateurs du groupe, en France et à l'étranger, ont bénéficié des plans de distribution d'actions gratuites de janvier et mars 2009. 20 % seulement de ces actions (627 000 sur 3 090 000) sont soumises à des conditions de performance (progression du cours de l'action et dividendes).
Une attribution de stock-options à quatre dirigeants de la Société générale a été projetée en mars 2009. Ces stock-options concernent Frédéric Oudéa, directeur général, Daniel Bouton, président de la banque, qui devaient recevoir respectivement 150 000 et 70 000 titres, Didier Alix et Séverin Cabannes, directeurs généraux délégués, 50 000 titres.
Le prix d'exercice étant fixé à 24 euros, proche des bas niveaux actuels du cours de l'action, ce procédé permettrait aux quatre dirigeants d'empocher la différence éventuelle entre ce chiffre et la valeur du titre dans trois ans, délai fixé par la Société générale pour leur exercice.
Cette attribution a suscité l'indignation du président Nicolas Sarkozy et de l'ensemble du monde politique. Les dirigeants de Société Générale ont dû renoncer temporairement à convertir leurs stock-options. Les dirigeants n'ont pas renoncé à recevoir ces stock-options, mais seulement à les convertir en actions tant que la banque bénéficiera de l'appui de l'État, qui lui a déjà prêté 1,7 milliard d'euros et lui permet de bénéficier de la Société de financement de l'économie française (SFEF) pour emprunter sur les marchés. Ils pourront les convertir en actions lorsque la banque n'aura plus besoin du soutien de l'État.
En 2016, 42 salariés de l'entreprise perçoivent une rémunération supérieure au million d'euros.

## Communication

### Logotype
Après avoir utilisé pendant plus d'un siècle le monogramme « SG », la Société générale se dote d'un véritable logo à la suite d'un concours remporté en 1969 par le dessinateur Noël Pasquier. Le « logo Pasquier » de forme ronde en spirale inversée s'inspire de l’art cinétique et symbolise une corne d'abondance. En 1990, l'agence de design Sopha du groupe RSCG crée un nouveau logo, un carré rouge et noir, symbole de solidité, avec « Société » en noir sur rouge et « générale » en caractères plus accentués, en réserve blanche dans le noir. En 2005, le logo qui se veut plus lisible comprend une partie purement graphique à gauche et la raison sociale à droite. En 2011, le logo devient plus institutionnel avec l'apparition du bloc marque et le slogan : « Développons ensemble l’esprit d’équipe ».

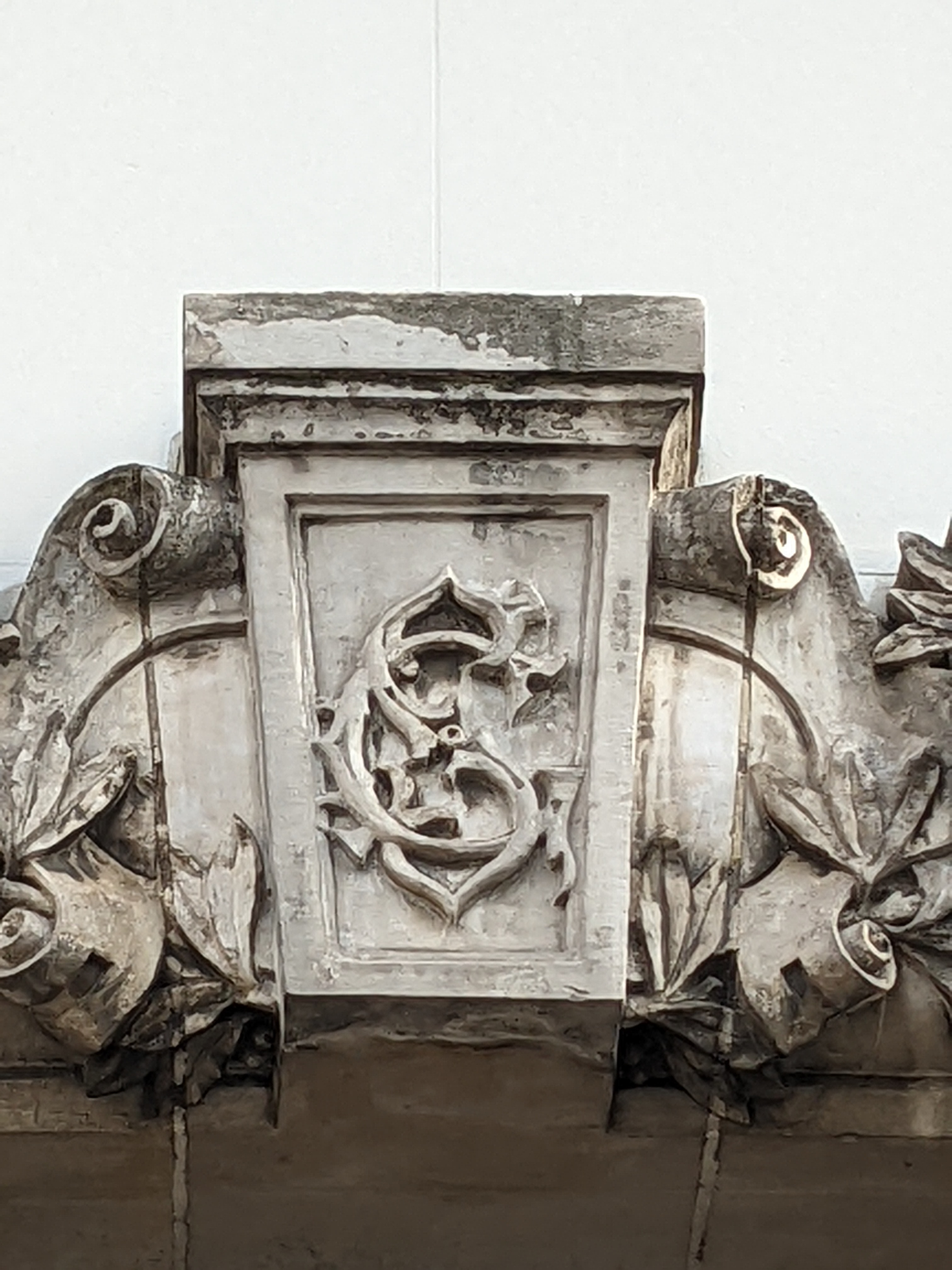
Ancien logo « SG » en lettres entrelacées.
Logo actuel de la Société générale.

### Slogans
- 1969 : « La banque de votre temps »
- 1987-1999 : « Conjuguons nos talents »
- 2000-2005 : « Si on en parlait »
- 2006 : « On est là pour vous aider »
- 2010 : « Développons ensemble l'esprit d'équipe »
- Depuis 2018 : « C'est vous l'avenir »

### Mécénat et parrainage
Le groupe pratique une politique de soutien actif et le plus souvent très discret qui s'inscrit dans la durée. Si le parrainage du rugby est connu, d'autres le sont moins, tels que le golf ou le handisport (en tant que partenaire officiel de la Fédération française de handisport). Le groupe est également un mécène culturel (musique classique et art contemporain), ainsi qu'un acteur engagé sur le terrain de la solidarité, de l'enfance défavorisée et de l'insertion professionnelle.

### Activité de lobbying

#### Auprès de l'Assemblée nationale
La Société générale est inscrite comme représentant d'intérêts auprès de l'Assemblée nationale. L'entreprise déclare à ce titre qu'en 2013, les coûts annuels liés aux activités directes de représentation d'intérêts auprès du Parlement sont compris entre 50 000 et 100 000 euros.

#### Auprès des institutions de l'Union européenne
La Société générale est inscrite depuis 2009 au registre de transparence des représentants d'intérêts auprès de la Commission européenne. Elle déclare en 2015 pour cette activité 3 collaborateurs à temps plein et des dépenses d'un montant compris entre 400 000 et 500 000 euros. Société générale est également représentée par un cabinet spécialisé.